# Spálené
Spálené (dříve Kutlberk, německy Kuttelberg) je část obce Holčovice v okrese Bruntál. Nachází se na severozápadě Holčovic. Prochází zde silnice II/453.
Spálené je také název katastrálního území o rozloze 18,62 km2.

## Historie
První písemná zmínka o obci pochází z roku 1607.

### Evangelický sbor ve Spáleném
Místní němečtí evangelíci patřili pod luteránský sbor v Holčovicích, v roce 1884 se ale odtrhli a přešli na reformované vyznání. První tři roky spadali jako filiální sbor pod český reformovaný sbor v Horní Čermné, v roce 1888 byl sbor kvůli velké vzdálenosti od Horní Čermné prohlášen farním sborem, i když čítal jen asi 160 členů. Byl tak jediným reformovaným sborem v rakouském Slezsku. Po první světové válce sbor přešel pod Německou evangelickou církev a po druhé světové válce byl zrušen. Prostý kostel z roku 1896 (posvěcený 24. října 1897) byl zbořen v osmdesátých letech 20. století.

## Vývoj počtu obyvatel
Počet obyvatel Spáleného podle sčítání nebo jiných úředních záznamů:
| Rok            | 1869 | 1880 | 1890 | 1900 | 1910 | 1921 | 1930 | 1950 | 1961 | 1970 | 1980 | 1991 | 2001 |
| -------------- | ---- | ---- | ---- | ---- | ---- | ---- | ---- | ---- | ---- | ---- | ---- | ---- | ---- |
| Počet obyvatel | 1574 | 1562 | 1359 | 1287 | 1176 | 1044 | 965  | 233  | 226  | 184  | 135  | 91   | 106  |

1. ↑  z toho: 1 Čechoslovák, 954 Němců; 245 řím. kat., 719 evang.

Ve Spáleném je evidováno 196 adres : 149 čísel popisných (trvalé objekty) a 47 čísel evidenčních (dočasné či rekreační objekty). Při sčítání lidu roku 2001 zde bylo napočteno 142 domů, z toho 37 trvale obydlených.

## Pamětihodnosti
- Venkovská usedlost – Sokolí důl 112
- Venkovská usedlost – Sokolí důl 116
- Venkovská usedlost – Sokolí důl 105
- Venkovský dům čp. 106
- Venkovský dům čp. 87
- Venkovský dům čp. 79
- Venkovská usedlost čp. 115

## Galerie

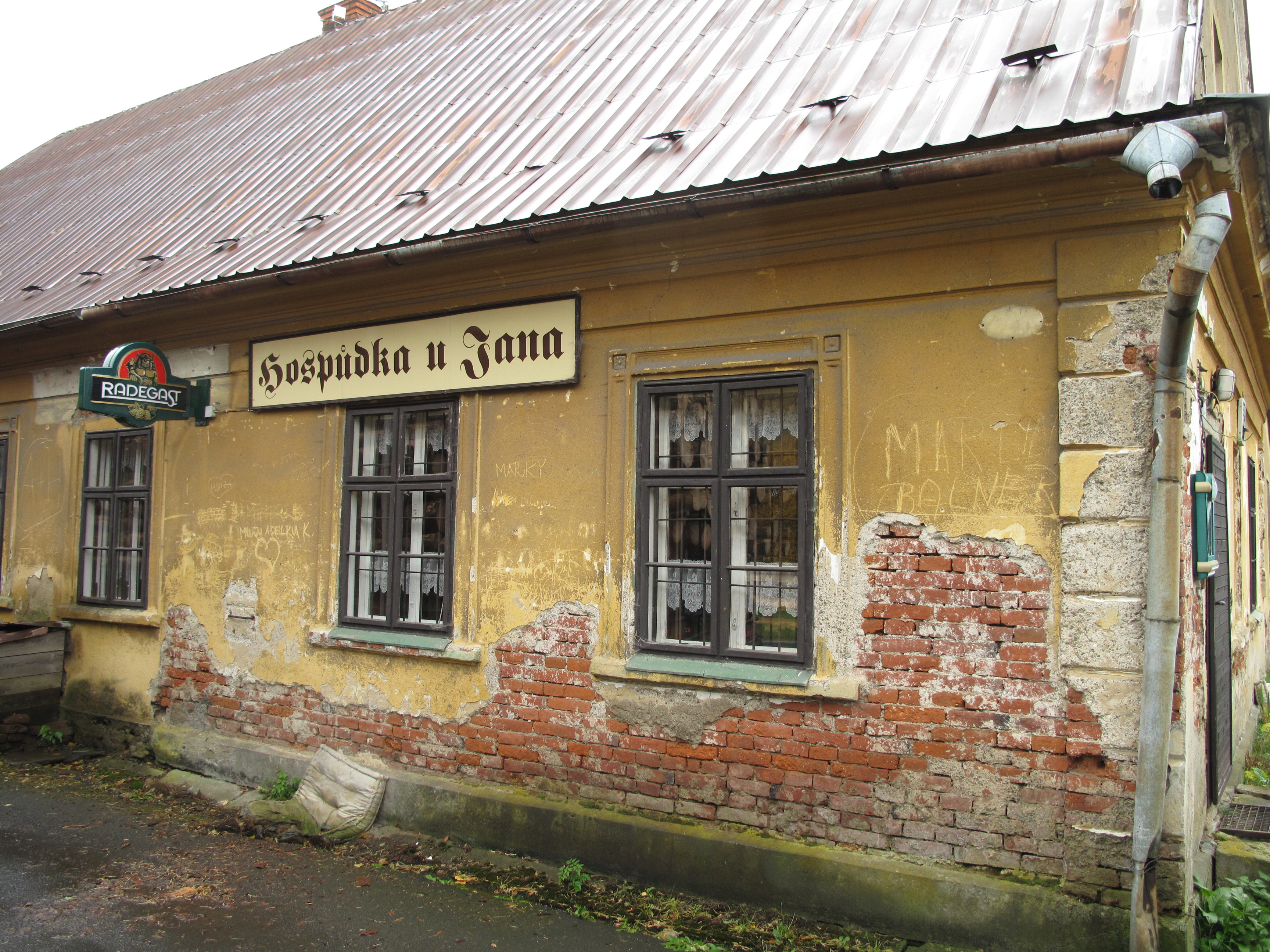
Hospůdka u Jana
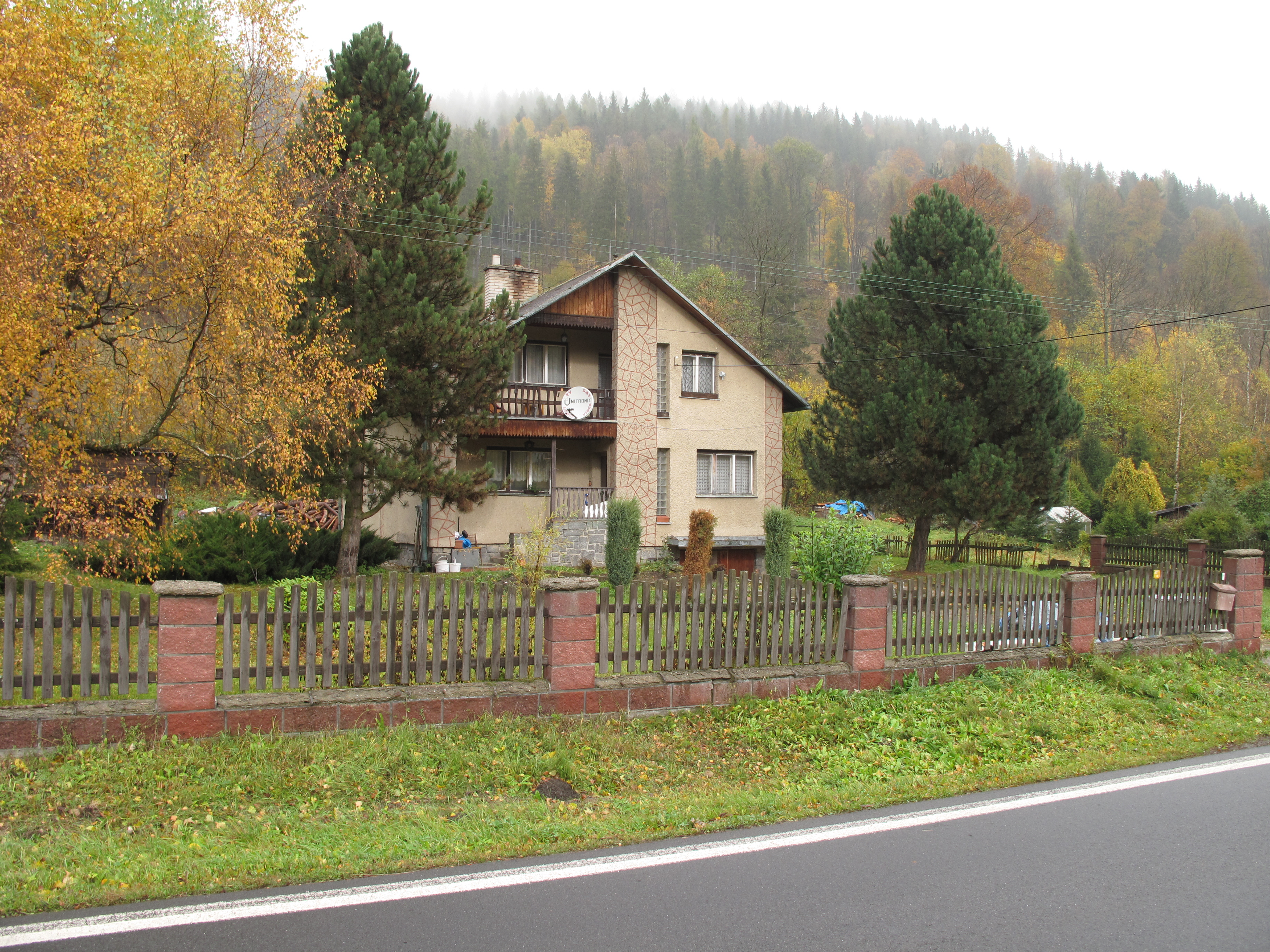
Dům
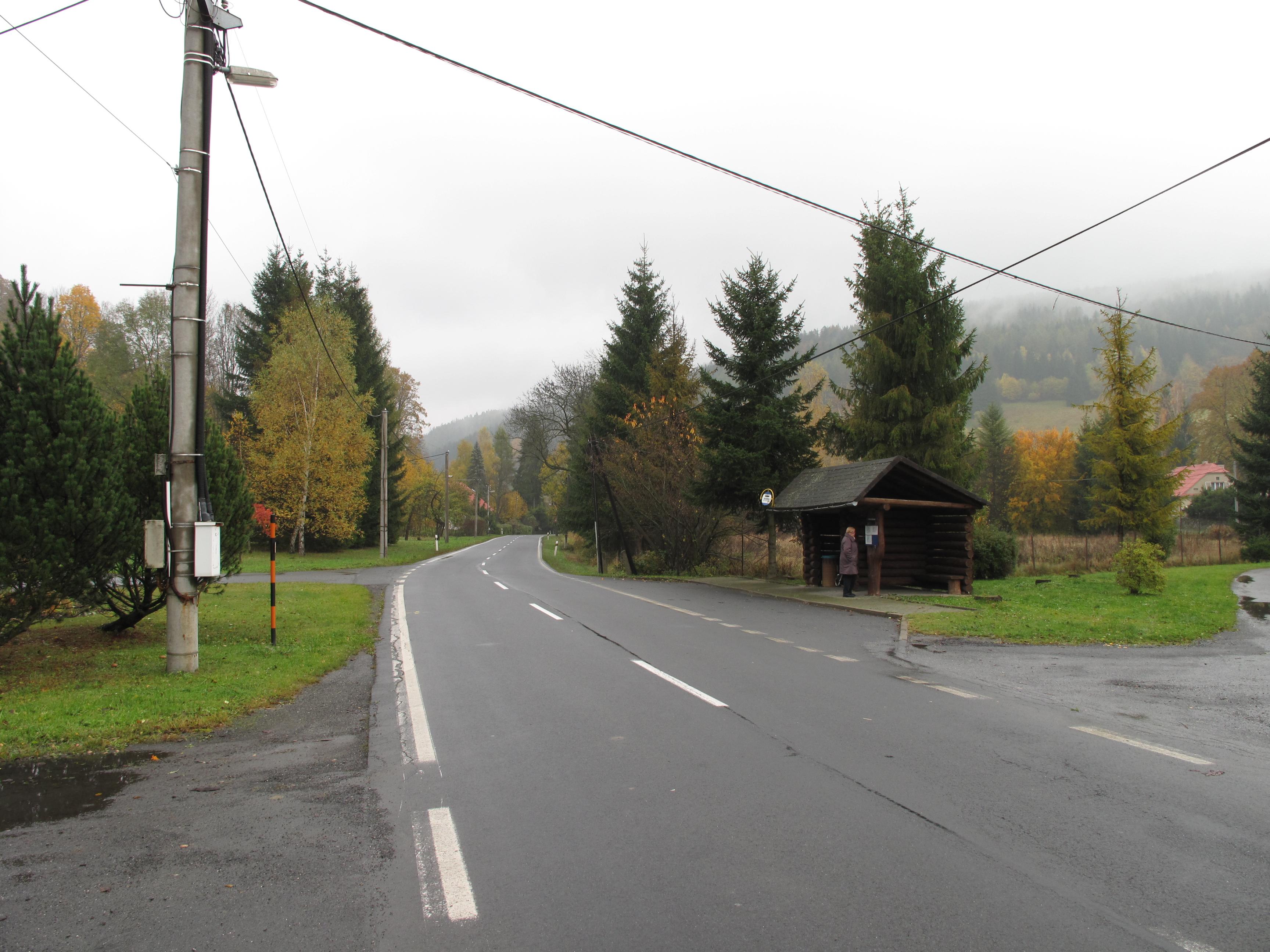
Autobusová zastávka